# سالن سمفونیک جاکارتا

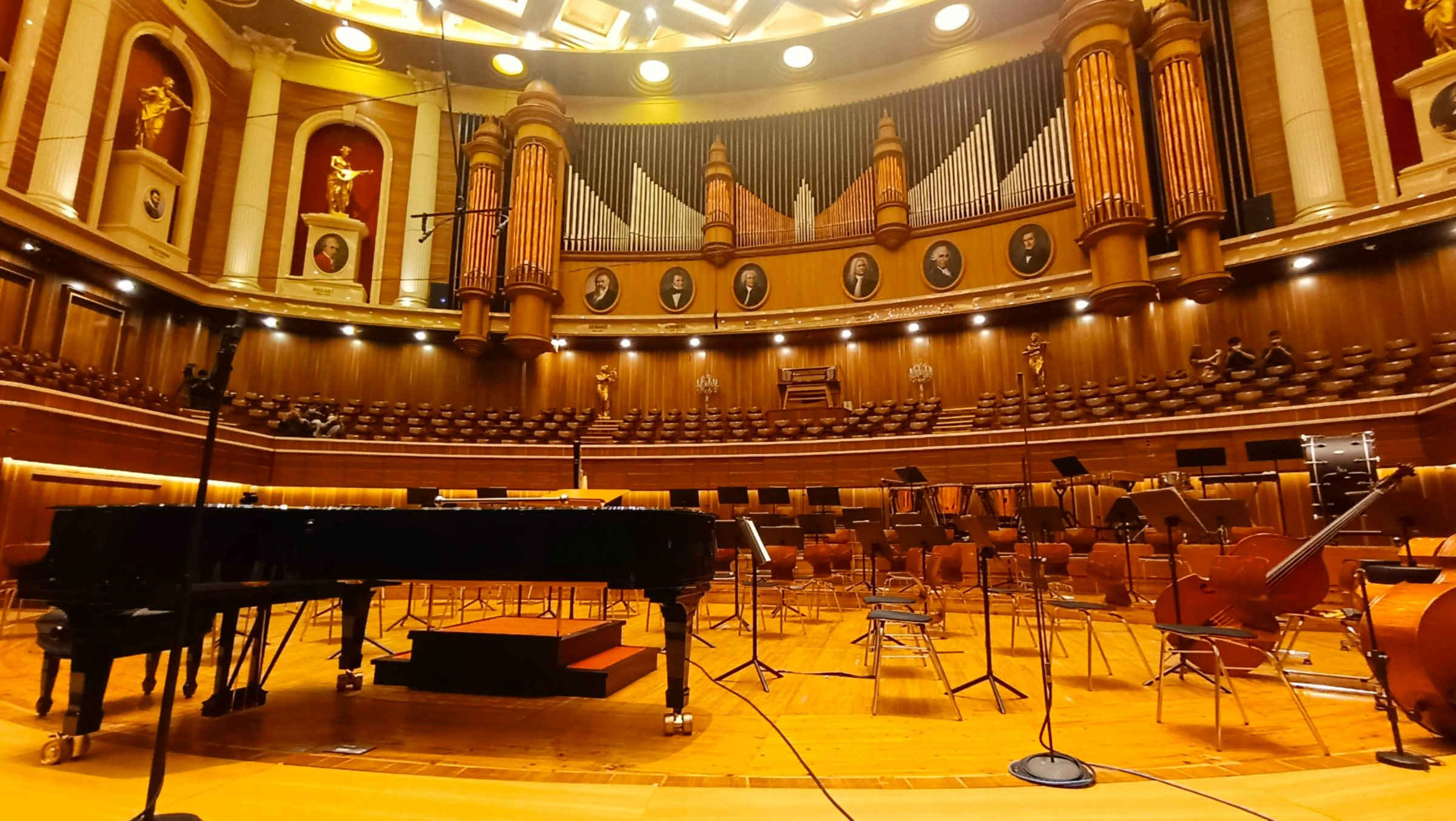
نمایی از سالن سمفونیک جاکارتا

سالن سمفونیک جاکارتا یک سالن هنری با ظرفیت ۱۲۰۰ نفر واقع در کمایوران جاکارتا است.
این سالن به‌طور رسمی در سال ۲۰۰۹ بدون بودجه دولت افتتاح شد. در این سالن اجراهای بسیار زیاد داخلی و بین‌المللی انجام شده است.